# Corisella tarsalis
Corisella tarsalis är en insektsart som först beskrevs av Franz Xaver Fieber 1851.  Corisella tarsalis ingår i släktet Corisella och familjen buksimmare. Inga underarter finns listade i Catalogue of Life.